# ロス・アロイージ
ロス・アロイージ（Ross Aloisi, 1973年4月17日 - ）は、オーストラリアの元プロサッカー選手、サッカー指導者。元オーストリア代表。アデレード出身。現役時代のポジションはミッドフィールダー。
同じく元プロサッカー選手のジョン・アロイージは弟である。引退後はオーストラリアのクラブで監督、コーチを務め、2022年は横浜F・マリノスのアシスタントコーチを務めた。

## 経歴

### クラブ
オーストラリアン・ナショナルサッカーリーグ（NSL）のアデレード・シティと契約し、1990-91シーズンは6試合に出場。チームは準決勝で敗れ、3位となった。翌シーズンもアデレード・シティに残り、11試合に出場。準決勝のサウス・メルボルン戦ではゴールを挙げ、チームはリーグ王者となった。シーズンオフには南オーストラリア州プレミアリーグのモドベリー・ジェッツ（1992年）とエンフィールド・シティFC（1993年）でプレイし、1992-93シーズンにアデレード・シティでの最後のシーズンを過ごした後、ベルギーのブームに移籍した。しかし、1993-94シーズンにブランズウィック・ユヴェントスと契約しオーストラリアに戻るまでに、ブームでの出場はわずか4試合であった。
アロイージは13試合で4ゴールを記録したが、ブランズウィック・ユヴェントスは14チーム中13位であった。クラブはボックス・ヒル・ユナイテッドおよびブリーン・ライオンズと合併し、メルボルン・ゼブラズとなった。1994-95シーズン、アロイージは8試合に出場し、メルボルン・ナイツとのカップ戦でゴールを挙げ、2-0で勝利した。1995-96シーズンはウエスト・アデレードと契約。31試合に出場し4ゴールを挙げたが、チームは勝ち点1差でファイナルシリーズ進出を逃した。翌シーズンも17試合に出場したが、再びファイナルシリーズ進出を逃し、海外移籍を決意した。
1997-98シーズン、スイスのアーラウと契約し、38試合に出場し6ゴールを記録。翌シーズンも2試合に出場し、その後フランスのロリアンに移籍した。しかしロリアンでは2シーズンで出場は1試合のみで、その後オーストリア・ブンデスリーガのグラーツァーに移籍。1999-2000シーズンは18試合に出場、翌シーズンは2試合に出場し、グラーツァーはUEFAカップ2回戦に進出した。その後はイタリアへ渡り、アルツァーノでは2シーズンで41試合に出場、2002-03シーズンはプロ・セストに移籍し、29試合に出場し3ゴールを記録した。
アデレード・ユナイテッドがNSLに加盟し、アロイージはついにオーストラリアに復帰。26試合に出場し4ゴールを挙げ、準決勝まで進んだ若いクラブの重要な戦力となった。しかしNSLの破綻もあり、マレーシアへ渡りセランゴールと契約。設立されたばかりのマレーシア・プレミアリーグでの2位に貢献した。新たにAリーグが設立されると再び母国に戻り、2004年11月、アデレード・ユナイテッドに復帰した。引退したアウレリオ・ヴィドマーに代わってAリーグでの初代キャプテンを務め、24試合中23試合に出場し、2ゴールを挙げ、クラブもリーグ初代チャンピオンとなった。アロイージはLifeFMアデレード年間最優秀選手賞をアンジェロ・コスタンツォと共同で受賞した。
2006-07シーズンもアデレード・ユナイテッドのキャプテンとしてリーグを戦い、2007年2月18日にメルボルンで行われたメルボルン・ビクトリーとの決勝戦に臨んだ。しかし、この試合で34分にレッドカードを受け退場。結果は0-6で敗れ、Aリーグの短い歴史において記録的な大敗となり、数的不利の要因となったアロイージは物議を醸した。2か月後、契約解除となった。決勝戦の後、監督のジョン・コスミナはクラブから辞任を求められていたのである。その後、アロイージは完全にクラブから離れ、雑誌のインタビューで「いつか、すべてを話す」と約束した。
弟のジョンによれば、2007-08シーズンの中心選手としてユナイテッドからのオファーを拒んだ主な理由は、この円満でない去就にあるとされる。またジョンは、兄が去ったことでユナイテッドでプレイする意欲が薄れたと述べている。兄とともにユナイテッドでキャリアを終えることがその動機だったためである。
2007-08シーズン、アロイージは新たにAリーグに加盟したウェリントン・フェニックスのキャプテンを任されることとなった。フェニックスでの唯一のシーズンで2ゴールを挙げ、シーズン終了後に現役を引退した。
引退後はFOXスポーツのコメンテーターとなった。またサッカー・インターナショナル誌でコラムの執筆も行う他、弟と共同で陶芸品のビジネスを成功させている。インターネットテレビ番組『Two Up Front』では、ジョン・コスミナとともに司会を務めた。

### 代表
1989年、スコットランドで開催されたFIFA U-16世界選手権にオーストラリア代表として出場。アメリカ戦に途中出場し、39分間プレイ。試合は2-2で引き分けた。
1994年、U-23オーストラリア代表に選出され、12試合に出場2ゴールを記録。同年9月のクウェートとの親善試合でA代表デビュー。5日後の日本戦にも出場し、スコアレスドローとなったその試合ではイエローカードを提示された。1995年にもU-23代表としてデンマーク戦と日本戦に出場。
1996年、アトランタオリンピックの予選を戦い、5試合で5ゴールを挙げ、オセアニア地区予選通過に貢献。カナダとの大陸間プレイオフのアウェイ戦にも出場。合計7-2で勝利し、本大会への出場権を獲得した。オリンピック本大会では全3試合に出場したが、フランスとスペインに敗れ、グループステージ敗退となった。
1998年6月、A代表3試合目となったクロアチアとの親善試合に途中出場したが、試合は0-7で敗れた。
1999年半ば、一時帰国しメルボルンで行われたマンチェスター・ユナイテッドとの親善試合2試合に出場した。

## 指導歴
- 2010年 - 2013年  ウエスト・アデレード（英語版） 監督
- 2013年 - 2015年  アデレード・ユナイテッド (女子)（英語版） 監督
- 2015年 - 2019年  ブリスベン・ロアー アシスタントコーチ
- 2020年 - 2022年  アデレード・ユナイテッド アシスタントコーチ
- 2022年4月 - 同年12月  横浜F・マリノス アシスタントコーチ
- 2023年  ブリスベン・ロアー 監督
- 2024年 -  上海海港足球倶楽部 アシスタントコーチ

## 監督成績
| クラブ                          | 国                 | シーズン  | 記録 | 記録 | 記録 | 記録 | 記録   |
| クラブ                          | 国                 | シーズン  | 試合 | 勝   | 分   | 敗   | 勝率   |
| ------------------------------- | ------------------ | --------- | ---- | ---- | ---- | ---- | ------ |
| ウエスト・アデレード            | オーストラリアの旗 | 2010-2013 | 87   | 63   | 4    | 20   | 072.41 |
| アデレード・ユナイテッド (女子) | オーストラリアの旗 | 2013-2015 | 24   | 6    | 5    | 13   | 025.00 |
| 通算                            | 通算               | 通算      | 111  | 69   | 9    | 33   | 062.16 |

## タイトル
アデレード・シティFC
- NSL（1991-1992）
- NSLカップ（1991-1992）

アデレード・ユナイテッドFC
- Aリーグプレミアシップ（2005-2006）